# Cataclysme comparata
Cataclysme comparata är en fjärilsart som beskrevs av Edward Meyrick 1892. Cataclysme comparata ingår i släktet Cataclysme och familjen mätare. Inga underarter finns listade i Catalogue of Life.